# Francisca Pérez Carreño
Francisca Pérez Carreño (Madrid, 16 de abril de 1961) es una filósofa española y catedrática de Estética y Teoría de las Artes en la Universidad de Murcia. Ha sido la primera mujer en ocupar el Decanato de la Facultad de Filosofía de la Universidad de Murcia y la primera catedrática de Estética de España. En 2015 fue nombrada presidenta de la Sociedad Europea de Estética.

## Trayectoria
En 1984 se licenció en Filosofía en la Universidad Autónoma de Madrid. Se doctoró en 1987 en la misma universidad con una tesis titulada "Semiótica y estética de la imagen", dirigida por Valeriano Bozal Fernández. En 2004, consiguió la cátedra de Estética y Teoría de las Artes en la Universidad de Murcia. Además, es la primera mujer en ocupar la dirección del Departamento de Filosofía de la Región de Murcia. En 2018 se convirtió en Decana de la Facultad de Filosofía de la Universidad de Murcia, renovando su mandato en 2022. Fue Visiting Fellow en la Universidad de California en Berkeley.
Ha impartido cursos, seminarios y conferencias en universidades como Hull, Berkeley, Cambridge, Údine, Primorska (Koper), Medellín o Caldas. También ha escrito numerosos artículos de Estética y Teoría de las Artes. En 2021 fue miembro del comité evaluador del Premio de Ensayo SWIP-Analytic España, junto con las catedráticas María José Frápolli y María Teresa López de la Vieja, y la investigadora Josefa Toribio. Desde 2015 hasta 2022 fue Presidenta de la Sociedad Europea de Estética, siendo votada para permanecer en el comité ejecutivo la filósofa española, María José Alcaraz León, perteneciente también a la Universidad de Murcia.
Actualmente, edita la serie de Filosofía en la colección La balsa de la Medusa de la Editorial Antonio Machado de Madrid. También ha sido secretaria de redacción y directora de la revista La balsa de la Medusa y pertenece al consejo de redacción de Daimon. Revista de Filosofía y a los comités editoriales de Estetika. The Central European Journal of Aesthetics, Laooconte, Estetica. Studi e ricerche, Revista de Filosofía y Enrahonar.

## Publicaciones

### Libros como autora
- (1988). Los placeres del parecido: icono y representación. Madrid: Visor.
- (1993). Artemisia Gentileschi. Madrid: Historia 16.
- (1993). John Constable. Madrid: Historia 16.
- (2003). Arte minimal: objeto y sentido. Madrid: Antonio Machado.

### Libros como editora
- (2010) (Con María José Alcaraz). Significado, Emoción y Valor: Ensayos sobre Filosofía de la Música. Madrid: Visor.
- (2011) (Con Inma Álvarez y Héctor J. Pérez). Expression in the Performing Arts. Newcastle upon Tyne: Cambridge Publishing Scholars.
- (2013). Estética. Madrid: Tecnos.
- (2016) (Con Sixto J. Castro). Arte y filosofía en Arthur Danto. Murcia: Editum.
- (2017). El valor del arte. Madrid: Antonio Machado.